# Насакирали
Насакирали (груз. ნასაკირალი) — село в Грузии, на территории Озургетского муниципалитета края (мхаре) Гурия.

## География
Село находится в западной части Грузии, на левом берегу реки Супсы, на расстоянии приблизительно 5 километров (по прямой) к северо-востоку от города Озургети, административного центра муниципалитета. Абсолютная высота — 178 метров над уровнем моря.

## Население
По результатам официальной переписи населения 2014 года, в Насакирали проживало 137 человек (70 мужчин и 67 женщин). В национальной структуре населения грузины составляли 100 %.
| Год  | Население, человек |
| ---- | ------------------ |
| 2002 | 146                |
| 2014 | ↘ 137              |